# Kolonia Brzeźce
Kolonia Brzeźce – kolonia w Polsce, położona w województwie mazowieckim, w powiecie białobrzeskim, w gminie Białobrzegi. 
Miejscowość wchodzi w skład sołectwa Brzeźce.